# Munkmossarna
Munkmossarna este o arie protejată (arie specială de conservare — SAC, sit de importanță comunitară — SCI, arie de protecție specială avifaunistică — SPA) din Suedia întinsă pe o suprafață de 531,3 ha, integral pe uscat.

## Localizare
Centrul sitului Munkmossarna este situat la coordonatele 59°57′58″N 14°18′22″E / 59.9661°N 14.306°E.

## Înființare
Situl Munkmossarna a fost declarat sit de importanță comunitară în ianuarie 2002 pentru a proteja 7 specii de animale. Alte tipuri de protecție:
- arie de protecție specială avifaunistică (în ianuarie 2002)[2]
- arie specială de conservare (în martie 2011)[1][3][4]

## Biodiversitate
Situată în ecoregiunea boreală, aria protejată conține 5 habitate naturale: Mlaștini împădurite, Mlaștini turboase de tranziție și turbării mișcătoare, Taiga vestică, Turbării active, Lacuri și iazuri distrofice naturale.
La baza desemnării sitului se află mai multe specii protejate de  păsări (7): minunița (Aegolius funereus), cufundar mic (Gavia stellata), cocor (Grus grus), ploier auriu (Pluvialis apricaria), huhurezul mic (Strix uralensis), cocoșul de mesteacăn (Tetrao tetrix tetrix), fluierar de mlaștină (Tringa glareola).